# 巴尔河畔布略勒
巴爾河畔布略勒（法語：Brieulles-sur-Bar，法語發音：[bʁijœl syʁ baʁ]）是法国大東部大區阿登省的一个市镇，属于武济耶区。

## 地理
巴尔河畔布略勒（49°28'37"N, 4°51'13"E）面积13.23 平方千米，位于法国大東部大區阿登省，该省份为法国北部内陆省份，西接埃纳省，南至马恩省，东临默兹省，北与比利时接壤。
与巴尔河畔布略勒接壤的市镇（或旧市镇、城区）包括：小阿尔穆瓦斯、欧特、巴尔河畔贝尔维尔和沙蒂永、圣皮埃尔蒙、锡村、韦里耶尔。

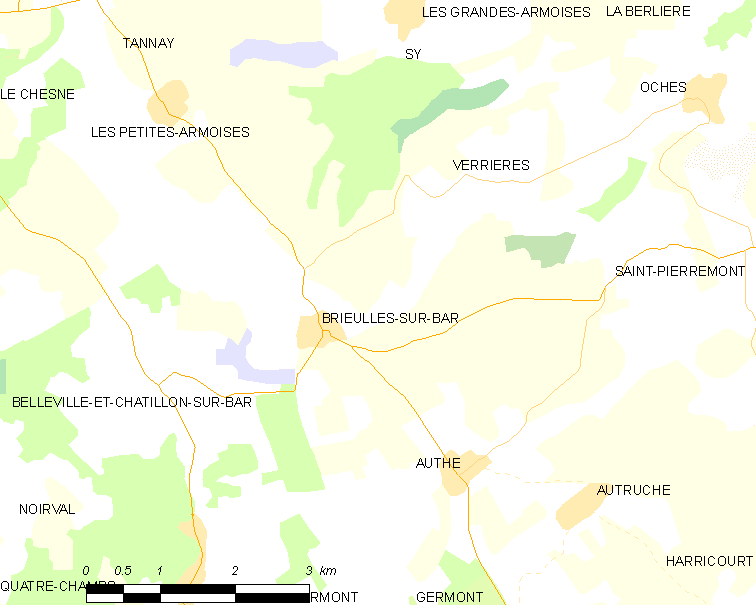
巴尔河畔布略勒的OSM定位图

巴尔河畔布略勒的时区为UTC+01:00、UTC+02:00（夏令时）。

## 行政
巴尔河畔布略勒的邮政编码为08240，INSEE市镇编码为08085。

## 政治
巴尔河畔布略勒所属的省级选区为武济耶县。

## 人口

1962-2008年间巴尔河畔布略勒人口变化图示

巴尔河畔布略勒于2022年1月1日时的人口数量为224人。